# Herencia vallenata
Herencia Vallenata hace referencia al primer álbum musical del cantante colombiano de música vallenata Diomedes Díaz, junto a Nafer Durán. La obra fue editada por Codiscos el 24 de abril de 1976.

## Canciones
Los temas incluidos en el álbum Herencia vallenata fueron:
| N.º | Título                    | Escritor(es)       | Duración |  |
| 1.  | «El Chanchullito»         | Diomedes Díaz      | 3:41     |  |
| 2.  | «Teresita»                | Nafer Durán        | 2:34     |  |
| 3.  | «La Invitación»           | Nafer Durán        | 3:26     |  |
| 4.  | «Herencia Vallenata»      | Sergio Moya Molina | 2:55     |  |
| 5.  | «Recuerdos de la Montaña» | Sergio Carrillo    | 3:06     |  |
| 6.  | «Laura»                   | Jaime Hinojosa     | 2:25     |  |
| 7.  | «Mi Futuro»               | Hernando Marín     | 2:37     |  |
| 8.  | «Pobre Negro»             | Nafer Durán        | 2:51     |  |
| 9.  | «No Me Olvides»           | Bolívar Urrutia    | 3:46     |  |
| 10. | «Morenita»                | Miromel Méndoza    | 2:36     |  |